# Comité d'experts sur le terrorisme
Le Comité d'experts sur le terrorisme (CODEXTER) désigne la réunion d'experts gouvernementaux pour coordonner les activités dans le domaine de la lutte contre le terrorisme au sein du Conseil de l'Europe.
La lutte contre le terrorisme fait partie de la défense des Droits de l'homme, de l'État de droit et de la démocratie pluraliste et le Conseil de l'Europe traite de ce problème depuis les années 1970.

## Activités
À la base, le travail du CODEXTER se fonde sur trois piliers :
- le renforcement de l'action juridique contre le terrorisme,
- la sauvegarde des valeurs fondamentales et
- l'action contre les causes du terrorisme.

En 2008, le CODEXTER traite plusieurs sujets comme :
- la préparation des profils nationaux relatifs à la capacité de lutte contre le terrorisme[1] ;
- l'échange d'informations et de bonnes pratiques sur les schémas d'indemnisation et d'assurance des victimes du terrorisme ;
- l'identification des lacunes existantes dans le domaine du droit international et de l'action contre le terrorisme afin de faire des propositions sur les méthodes et les moyens de les combler ;
- le suivi des signatures et des ratifications ainsi que la promotion de l'application efficace des conventions du Conseil de l'Europe applicables à la lutte contre le terrorisme, en particulier de la Convention du Conseil de l'Europe pour la prévention du terrorisme [2].

## Textes juridiques
Les textes émanant du domaine du CODEXTER sont notamment des :
Conventions
- Convention européenne pour la répression du terrorisme[3] et Protocole d'amendement[4]
- Convention européenne d'extradition[5] et premier[6] et deuxième[7] Protocoles additionnels
- Convention européenne d'entraide judiciaire en matière pénale[8] et premier[9] et deuxième[10] Protocoles
- Convention européenne sur la transmission des procédures répressives[11]
- Convention européenne relative au dédommagement des victimes d'infractions violentes[12]
- Convention relative au blanchiment, au dépistage, à la saisie et à la confiscation des produits du crime[13]
- Convention sur la cybercriminalité[14] et Protocole additionnel relatif à l'incrimination d'actes de nature raciste et xénophobe commis par le biais de systèmes informatiques[15]
- Convention du Conseil de l'Europe sur la prévention du terrorisme[16]
- Convention du Conseil de l'Europe relative au blanchiment, au dépistage, à la saisie et à la confiscation des produits du crime et au financement du terrorisme[17];

Résolutions, Recommandations et Déclarations du Comité des ministres
- Résolution (74) 3 sur le terrorisme international
- Déclaration sur le terrorisme (1978)
- Déclaration tripartite sur des actes de terrorisme (1986)
- Recommandation N° R (82) 1 concernant la coopération internationale en matière de poursuite et de répression des actes de terrorisme et Exposé des motifs
- Recommandation (2001) 11 concernant des principes directeurs pour la lutte contre le crime organisé
- Déclaration sur la lutte contre le terrorisme international (2001)
- Lignes directrices sur les droits de l'homme et la lutte contre le terrorisme (2002) et Lignes directrices sur la protection des victimes d'actes terroristes (2005)
- Déclaration sur la liberté d'expression et d'information dans les médias dans le contexte de la lutte contre le terrorisme (2005)
- Recommandation Rec(2005)7 du Comité des Ministres aux États membres relative aux documents d'identité et de voyage et la lutte contre le terrorisme
- Recommandation Rec(2005)9 du Comité des Ministres aux États membres relative à la protection des témoins et des collaborateurs de justice
- Recommandation Rec(2005)10 du Comité des Ministres aux États membres relative aux « techniques spéciales d'enquête » en relation avec des infractions graves y compris des actes de terrorisme
- Recommandation Rec(2006)8 du Comité des Ministres aux États membres sur l'assistance aux victimes d'infractions
- Recommandation Rec(2007)1 du Comité des Ministres aux États membres relative à la coopération contre le terrorisme entre le Conseil de l'Europe et ses États membres et Interpol

Résolutions et Recommandations de l'Assemblée parlementaire
- Recommandations 684 (1972) et 703 (1973) relatives au terrorisme international
- Recommandation 852 (1979) relative au terrorisme en Europe
- Recommandation 916 (1981) relative à la Conférence sur la Défense de la démocratie contre le terrorisme en Europe – Tâches et problèmes
- Recommandations 941 (1982) et 982 (1984) relatives à la défense de la démocratie contre le terrorisme en Europe
- Recommandation 1024 (1986) et Résolution 863 (1986) relatives à la réponse européenne au terrorisme international
- Recommandation 1170 (1991) relative au renforcement de la Convention européenne pour la répression du terrorisme
- Recommandation 1199 (1992) relative à la lutte contre le terrorisme international en Europe
- Résolution 1132 (1997) relative à l'organisation d'une conférence parlementaire pour renforcer les systèmes démocratiques en Europe et la coopération dans la lutte contre le terrorisme
- Recommandation 1426 (1999) et Directive n° 555 (1999) sur les Démocraties européennes face au terrorisme
- Recommandation 1534 (2001) et Résolution 1258 (2001) sur les Démocraties face au terrorisme
- Recommandation 1550 (2002) et Résolution 1271 (2002) sur la Lutte contre le terrorisme et le respect des droits de l'homme
- Recommandation 1549 (2002) sur le Transport aérien et le terrorisme: comment renforcer la sûreté ?
- Recommandation 1584 (2002) sur la Nécessité d'une coopération internationale intensifiée pour neutraliser les fonds destinés à des fins terroristes
- Recommandation 1644(2004) sur le Terrorisme : une menace pour les démocraties
- Résolution 1367 (2004) sur le Bioterrorisme: une menace sérieuse pour la santé des citoyens
- Résolution 1400 (2004) sur le Défi du terrorisme dans les États membres du Conseil de l'Europe
- Recommandation 1677 (2004) sur le Défi du terrorisme dans les États membres du Conseil de l'Europe
- Recommandation 1687 (2004) : Combattre le terrorisme par la culture
- Recommandation 1706 (2005) sur Médias et terrorisme
- Recommandation 1713 (2005) sur Le contrôle démocratique du secteur de la sécurité dans les États membres
- Résolution 1507(2006) et Recommandation 1754 (2006) sur les Allégations de détentions secrètes et de transferts interétatiques illégaux de détenus concernant des États membres du Conseil de l'Europe.

## Publications
- La lutte contre le terrorisme – les normes du Conseil de l'Europe, 4e édition, 2007,  (ISBN 978-92-871-6276-2)
- Les droits de l'homme et la lutte contre le terrorisme – les lignes directrices du Conseil de l'Europe, 2005,  (ISBN 978-92-871-5692-1)
- Terrorism : special investigation techniques, 2005,  (ISBN 978-92-871-5655-6)
- « Apologie du terrorisme » and « incitement to terrorism », 2004,  (ISBN 978-92-871-5468-2)
- Terrorism: protection of witnesses and collaborators of justice, 2006,  (ISBN 978-92-871-5811-6)
- La protection des témoins et des collaborateurs de justice - Recommandation Rec(2005)9 et exposé des motifs, 2005,  (ISBN 978-92-871-5819-2)
- Les documents d'identité et de voyage et la lutte contre le terrorisme - Recommandation Rec(2005)7 et exposé des motifs, 2005,  (ISBN 978-92-871-5817-8)
- Techniques spéciales d'enquête en relation avec des infractions graves y compris des actes de terrorisme - Recommandation Rec(2005)10 et exposé des motifs, 2005,  (ISBN 978-92-871-5817-8)
- William C. Gilmore, L'argent sale - La communauté internationale face au blanchiment de capitaux et au financement du terrorisme, 2005,  (ISBN 978-92-871-5465-1)
- Soutien et aide aux victimes, 2e édition, 2008,  (ISBN 978-92-871-6376-9)
- Stjepan Gluščič, Goran Klemenčič, Tajana Ljubin, Dragan Novosel, Dražen Tripalo, Gert Vermeulen, Protecting witnesses of serious crime – Training manual for law enforcement and judiciary, 2006,  (ISBN 978-92-871-6030-0)
- Cyberterrorisme - l'utilisation de l'Internet à des fins terroristes, 2008,  (ISBN 978-92-871-6226-7).